# Dominique Bona
Dominique Bona (Perpinyà, 29 de juliol del 1953) és una escriptora nord-catalana multipremiada que publica novel·les i biografies en francès.

## Biografia
Nascuda en el si d'una família catalana, és filla del polític i intel·lectual Arthur Conte. Després d'estudiar a la Sorbona, obtingué la plaça de professora d'agregada de lletres. Treballà a les ràdios France Culture i France Inter (1976-1980), i fou periodista i crítica literària al Quotidien de Paris (1980-1985) i a Le Figaro littéraire (del 1985 endavant).
Ha obtingut els premis Renaudot (per Le Manuscrit de Port-Ébène el 1988), Méditerranée (per Gala el 1994) i l'Interallié (Malika, 1992). Des del 1999 és membre del jurat del Premi Renaudot. Diverses de les seves biografies han estat traduïdes a múltiples idiomes (català, alemany, castellà, hebreu, japonès, portuguès, rus, xinès...).
Va ser elegit membre de l'Acadèmia Francesa al seient 33 el 18 d'abril de 2013.

## Obres

### Biografies
- Clara Malraux, nous avons été deux Paris: Grasset, 2010 ISBN 9782070128204
- Camille et Paul, la passion Claudel Paris: Grasset 2006 ISBN 9782246706618
- Il n'y a qu'un amour Paris: Grasset, 2003 ISBN 9782246633617 (biografies d'André i Simone Maurois, Jane-Wanda de Szymkiewicz i Maria Rivera)
- Berthe Morisot, le secret de la femme en noir Paris: Grasset, 2000 ISBN 9782246537113
  - Premi Goncourt de biografia, Premi Bernier de l'Académie des Beaux-Arts de l'Institut de France
- Stefan Zweig, l'ami blessé Plon, 1996 (nova edició Paris: Grasset, 2010 ISBN 9782246772514)
- Gala Paris: Flammarion, 1994 (edició castellana Barcelona: Tusquets, 2004 ISBN 9788483109373)
- Les Yeux noirs ou "les vies extraordinaies des sœurs Hérédia" Paris: J.C.Lattès, 1989 (edició de butxaca Paris: Librairie générale française, 1991 ISBN 9782253058465)
  - Grand Prix de la Femme, Alain Boucheron, Premi de l'Enclave des Papes, Premi Lutèce, Premi dels Poetes Francesos
- Romain Gary Paris: Mercure de France, 1987 ISBN 9782715214484
  - Grand Prix de la biographie de l'Académie française

- Mes vies secrètes (Autobiografia) Gallimard 2019. ISBN 9782072830723

### Novel·les
- La Ville d'Hiver Paris: Grasset, 2005 ISBN 9782246633716
- La dernière journée de Stefan Zweig Paris: le Grand livre du mois, 1999 ISBN 9782702822364
- Le Manuscrit de Port-Ébène Paris: Grasset, 1998 (El manuscrit de Port-Ébène Barcelona: Proa, 1999 ISBN 9788482567426)
  - Premi Gabrielle d'Estrées
- Malika Paris: Mercure de France, 1992 (edició de butxaca Paris: Gallimard, 1994 ISBN 9782070388943)
- Argentina Paris: Mercure de France, 1984 ISBN 9782715202047
- Les heures volées Paris: Mercure de France, 1981